# Alaranea betsileo
Alaranea betsileo är en spindelart som beskrevs av Griswold 1997. Alaranea betsileo ingår i släktet Alaranea och familjen Cyatholipidae.
Artens utbredningsområde är Madagaskar. Inga underarter finns listade i Catalogue of Life.